# Parc national du Cilento et du Val de Diano
Le parc national du Cilento et du Val de Diano est un parc national italien situé dans la province de Salerne en Campanie.
Agrandi à 180 000 hectares, aujourd'hui, il correspond à la partie méridionale de la province, comprise entre la plaine du Sele au Nord, la Basilicate à l'Est et au Sud, et la mer Tyrrhénienne à l'Ouest. Il rassemble, en totalité ou en partie, les territoires de huit Comunità Montane et 80 communes.
Le site est reconnu en tant que réserve de biosphère depuis 1997 et il est inscrit depuis 1998 sur la liste du patrimoine mondial de l'UNESCO.

## Le parc
Le parc est créé en 1991 avec la loi cadre du 6 décembre n. 394 (Legge Quadro sulle aree protette GU n. 292 du 13 décembre 1991).

### Caractéristiques
Il a un aspect essentiellement montagneux, rythmé par plusieurs vallées fluviales qui descendent vers la mer Tyrrhénienne. Son paysage culturel est caractérisé par un système d'anciennes voies de commerce importantes sur un axe est-ouest utilisé dès la préhistoire. L'organisation de son territoire conserve les traces de nombreux épisodes des civilisations qui s'y sont succédé : culture moustérienne, culture de Gaudo, culture villanovienne, colonisation grecque, empire romain, fondations religieuses et édifices médiévaux.
Le Cilento est aussi le berceau du régime méditerranéen rendu célèbre par le médecin nutritionniste américain Ancel Keys, qui dans les années 1960 séjourna 28 ans à Pollica, petit port de pêcheurs, étudiant soigneusement son modèle alimentaire à base de pâtes, d'huile d'olive, de légumes et de poissons.
En 1991, le parc est inscrit sur la liste du patrimoine mondial de l'humanité (avec les aires archéologiques de Paestum et Velia et la Certosa di Paluda), et depuis 1997, il est réserve de biosphère.

### Flore
On dénombre dans le parc national environ 1800 plantes, dont 10 % sont en danger. Primula palinuri, élu logo du parc national, est endémique entre le cap Palinuro et la côte Maratea. Dans les terres poussent hêtres, chênes verts, aulnes et châtaigniers.

## Sites archéologiques
- Area archeologica di Marina di Camerota - Marina di Camerota
- Area archeologica Monte Pruno - Roscigno
- Area archeologica di Paestum - Capaccio-Paestum
- Area archeologica di Elea-Velia - Ascea

## Musées
- Museo Vallicelli à Monte San Giacomo
- Museo Vivo del Mare à Pioppi frazione de la commune de Pollica
- Museo della "Civiltà Contadina à Roscigno Vecchia
- Antiquarium et Laboratorio di archeologia sur les fouilles de Monte Pruno à Roscigno Nuovo.
- Museo d'Arte Sacra à Roscigno Nuovo
- Museo Naturalistico à Corleto Monforte
- Museo Archeologico della Lucania Occidentale dans la cummune de Padula
- Museo Archeologico Nazionale di Paestum situé à Capaccio-Paestum
- Museo della Civiltà Contadina e dell'Artigianato Locale, à Castel San Lorenzo
- Museo della Civiltà Contadina, Vatolla
- Museo Vichiano, Vatolla
- Museo Diocesano di Arte Sacra du Val de la Lucania

## Galerie

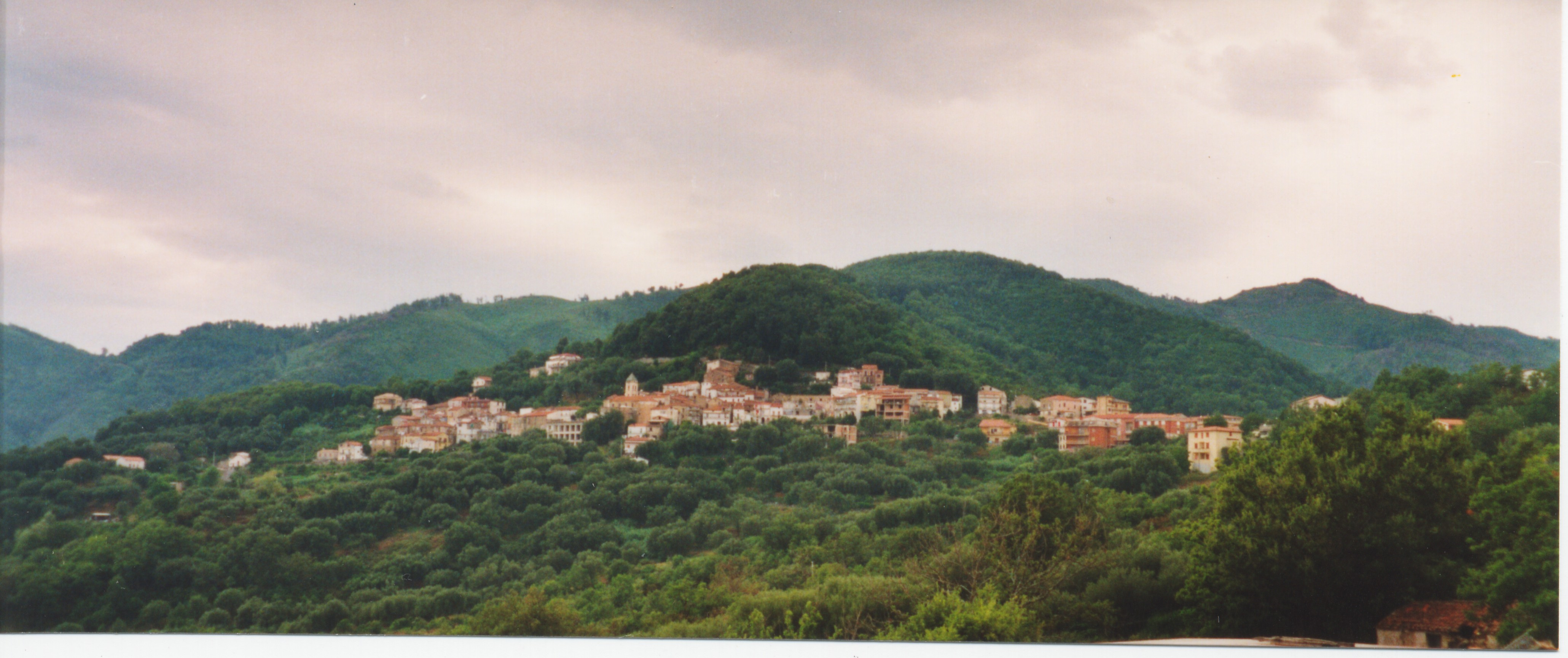
San Mauro la Bruca.
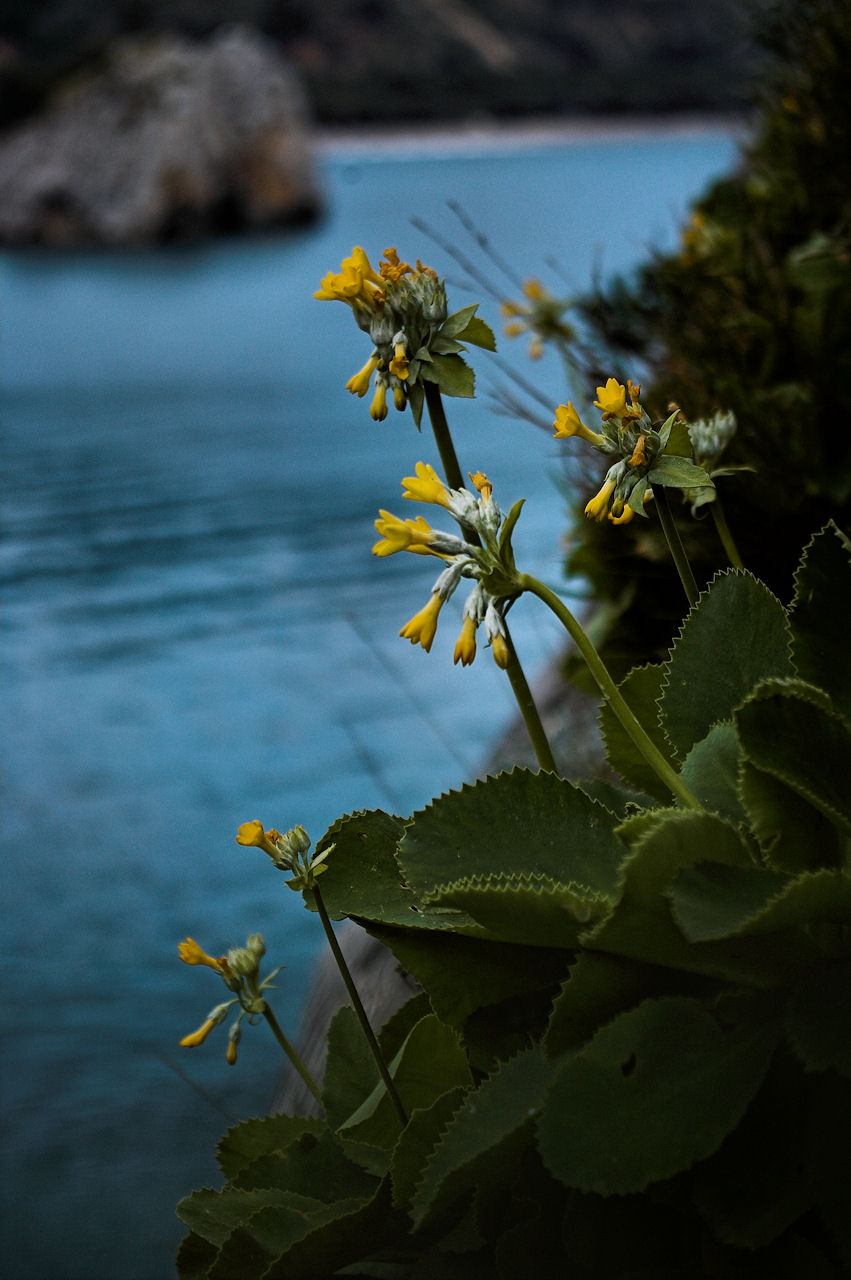
Primula palinuri.
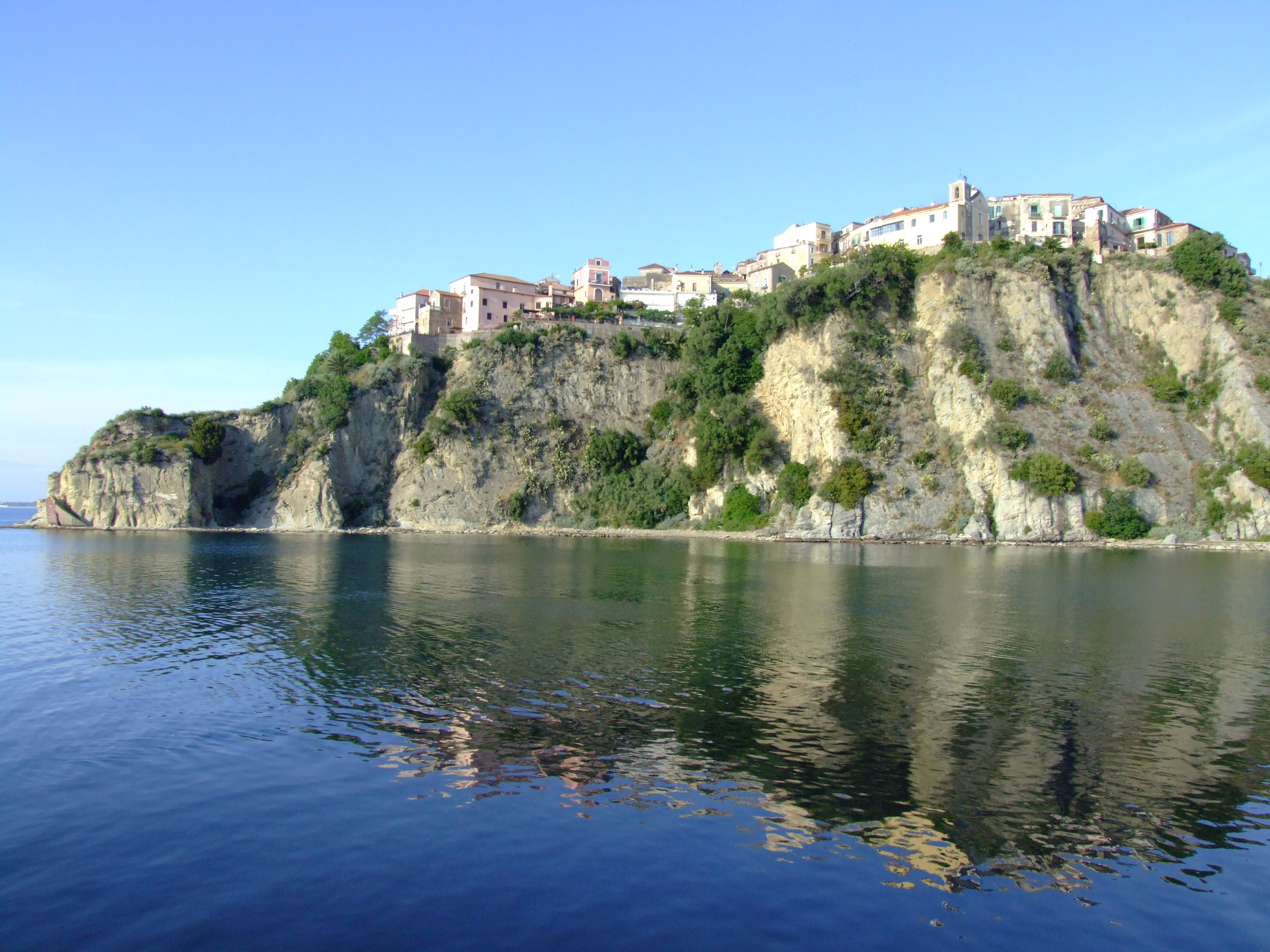
Promontoire d'Agropoli.
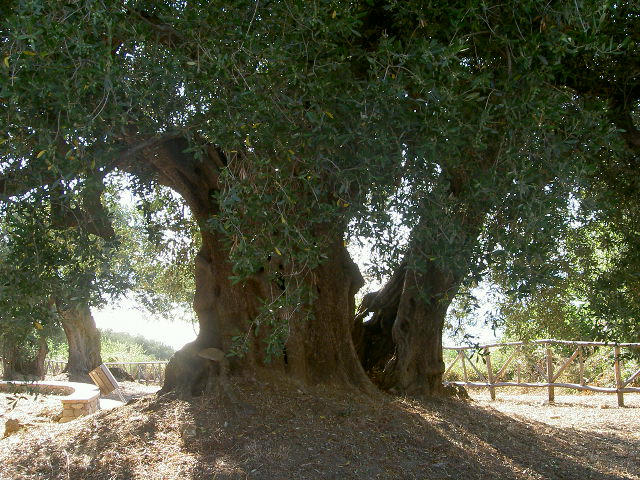
Olivier européen.